# Drang nach Osten
La locution allemande Drang nach Osten

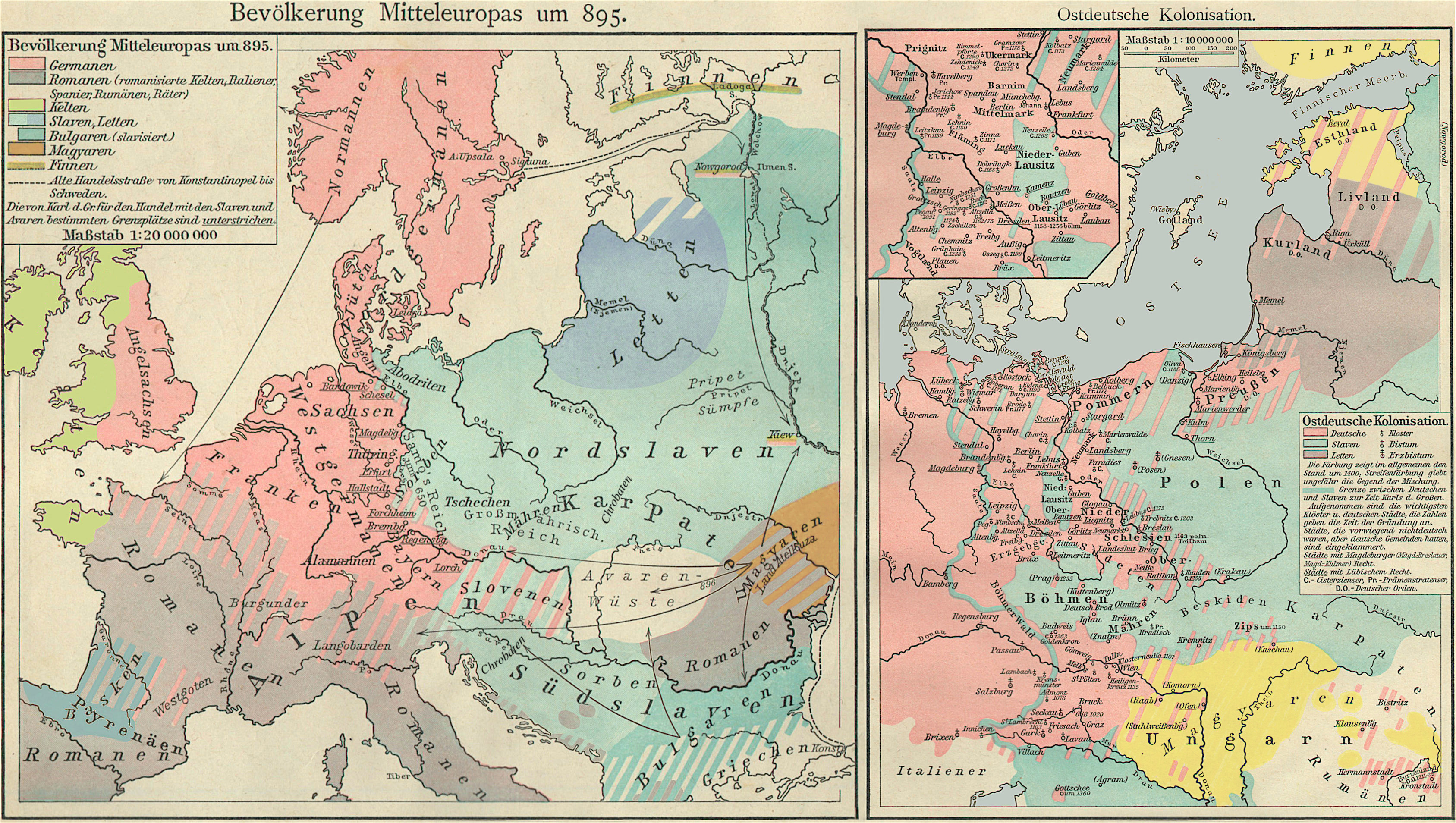
La « marche vers l'Est » (carte de 1893).

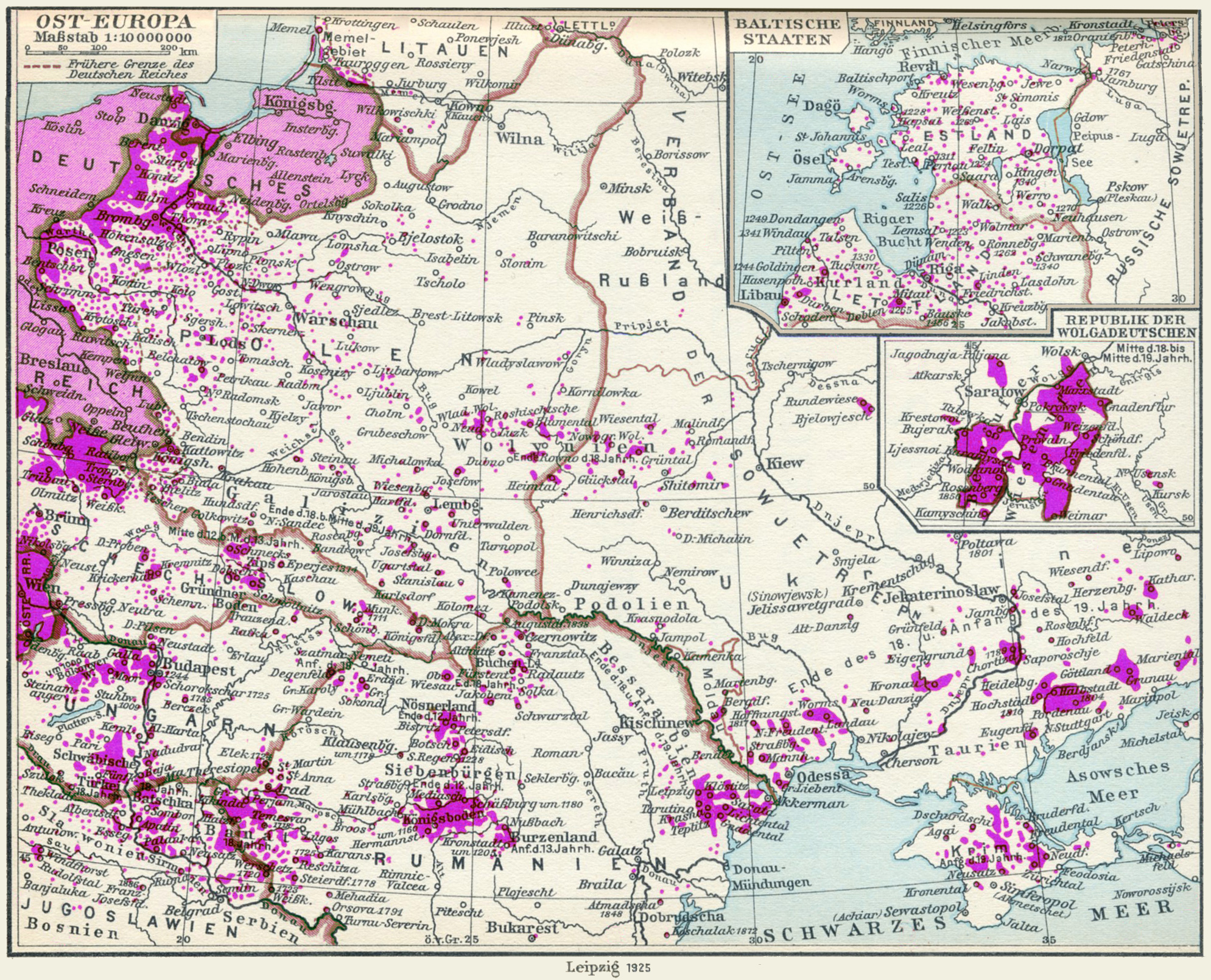
Zones peuplées par les germanophones en Europe centrale et orientale dans la première moitié du XX (carte de 1925).

désigne le mouvement migratoire qui,  à partir du XIIe siècle, pousse des populations germanophones vers l’Europe centrale et orientale.
Cette « poussée vers l'Est »

peut se découper en plusieurs phases :
1. du XIIe au XIVe siècle, a lieu l’Ostkolonisation, colonisation germanique de l'Europe orientale, qui cesse avec la peste noire ;
2. du XVIIIe au XIXe siècle, l’Empire ottoman recule et que la Pologne disparaît :  l'Ostkolonisation reprend  sous l’égide prussienne et autrichienne ;
3. au XIXe siècle, le pangermanisme y puise ses références historiques ;
4. dans la première moitié du XXe siècle, le nazisme, avec son idéologie de l'« espace vital », s'appuie sur l’Ostkolonisation médiévale pour justifier son « Generalplan Ost » visant à asservir puis exterminer les « sous-hommes » de l’Est. La chute du nazisme aboutit à la fin de cette colonisation et à l'expulsion, en 1945, de 12 à 16 millions d'Allemands d'Europe de l'Est.

## Définition
Amorcé avec la bulle d'or de Rimini par l’empereur germanique Frédéric II de Hohenstaufen au début du XIIIe siècle, le Drang nach Osten se traduit par l’établissement de colons allemands catholiques dans des territoires slaves et orthodoxes, ou baltes et parfois encore païens. Encadrant cette colonisation, l’ordre de moines-soldats des Chevaliers teutoniques, créé lors des croisades, s’implante d’abord en Transylvanie de 1211 à 1225, mené par son Grand Maître Hermann von Salza, soumet les Coumans et les Valaques, assure la souveraineté hongroise sur ce pays et ouvre la voie à la colonisation par des Saxons. En 1226, les Chevaliers teutoniques conquièrent d’immenses domaines à l’Est de la mer Baltique, fondent un État théocratique dans les pays baltes, exterminant les derniers Lituaniens polythéistes (« païens ») et militarisant la frontière prusso-polonaise,. Leur défaite à Tannenberg, en 1410, affaiblit leur État, qui doit accepter la suzeraineté polonaise en 1466, avant de disparaître en 1525. La domination teutonique permet l’installation de colons germaniques dans ce qui va plus tard devenir la Prusse.
Des colons germaniques se sont aussi implantés pacifiquement dans plusieurs régions d’Europe centrale, à l’appel des souverains tchèques, hongrois, polonais ou ruthènes, désireux d’organiser politiquement, de christianiser et de mieux exploiter économiquement (notamment dans le domaine minier et forestier) des régions frontalières aux populations mal contrôlées. C’est l’origine de communautés spécialisées comme les Allemands des Carpates mineurs, bûcherons et bâtisseurs de fortins et de forteresses, ou comme les barons germano-Baltes, auxquelles il faut ajouter les confréries de moines germanophones bénédictins ou cisterciens, prieurs mais aussi défricheurs, constructeurs et enseignants. Tous ces colons laïcs ou religieux introduisirent en Europe centrale et orientale le code médiéval des lois germaniques dit « Miroir des Saxons ». Bien préservées, les églises fortifiées de Transylvanie sont un témoignage de cette époque. Les germanophones deviennent majoritaires dans les piémonts frontaliers de la Bohême-Moravie (Sudètes) et en Pologne occidentale (Silésie, Poméranie). Dans ces régions, la politique de germanisation de la maison de Habsbourg (puis Habsbourg-Lorraine et du royaume de Prusse, avec l’usage obligatoire de la langue allemande et la domination foncière des nobles autrichiens ou prussiens, a été pratiquée au XIXe siècle par l’Autriche-Hongrie et l’Empire allemand. La colonisation germanique reprise depuis le XVIIIe siècle sous l’égide des deux Kaisers des empires germaniques a aussi été encouragée dans leur immense empire par les Tsars de l’Empire russe. C’est pourquoi des communautés allemandes importantes vivaient encore en 1939 en Pologne, en Tchécoslovaquie, en Hongrie, en Yougoslavie, dans le Banat, en Transylvanie, en Bucovine, dans les pays baltes, dans le Boudjak, en Ukraine méridionale et en Russie soviétique méridionale.
L’histoire des corps francs de la Baltique au lendemain du premier conflit mondial montre que ce processus historique a été ultérieurement intégré dans la perspective nationaliste germanique, ici pour les Allemands de la Baltique. Certaines autres populations allemandes, des Sudètes, des Carpates, de Pologne, de Transylvanie, du Banat, de Bucovine, de Bessarabie, de la mer Noire ou de la Volga…, ont été instrumentalisées par le Troisième Reich pour faire pression sur les pays dont ils étaient citoyens, afin d’obtenir d’eux des territoires ou des avantages. Pour cette raison, la majeure partie de ces populations ont été, à la fin de la Seconde Guerre mondiale soit expulsées vers l’Allemagne, soit déportées vers le Kazakhstan.
Soit en 1919, soit en 1945, les noms allemands des villes ont été remplacés par les noms locaux antérieurs à la colonisation germanique : Brünn (par Brno), Karlsbad (par Karlovy Vary), Pilsen (par Plzeň), Schlackenwerth (par Ostrov nad Ohří), Stettin (par Szczecin), Breslau (par Wroclaw), Posen (par Poznań), Dantzig (par Gdansk), Hermannstadt (par Sibiu), Kronstadt (par Brașov), Memel (par Klaipėda). D'autres ont été remplacés par des noms soviétiques : Königsberg (par Kaliningrad).

## Histoire

### «Drang nach Osten» médiéval etChevaliers teutoniques
Le début du Drang nach Osten est parfois attribué à Charlemagne qui, ne pouvant plus s'étendre vers l'ouest, repoussa la frontière orientale de la Germanie de l'Elbe, atteinte par les Slaves au moment des grandes invasions, à l'Oder, qui séparait les aires linguistiques germanique et slave sous Othon Ier (936-973). Mais la plupart de ces territoires furent perdus à la suite de révoltes slaves. L'expansion allemande ne put reprendre qu'au milieu du XIe siècle : ce fut le Drang nach Osten.

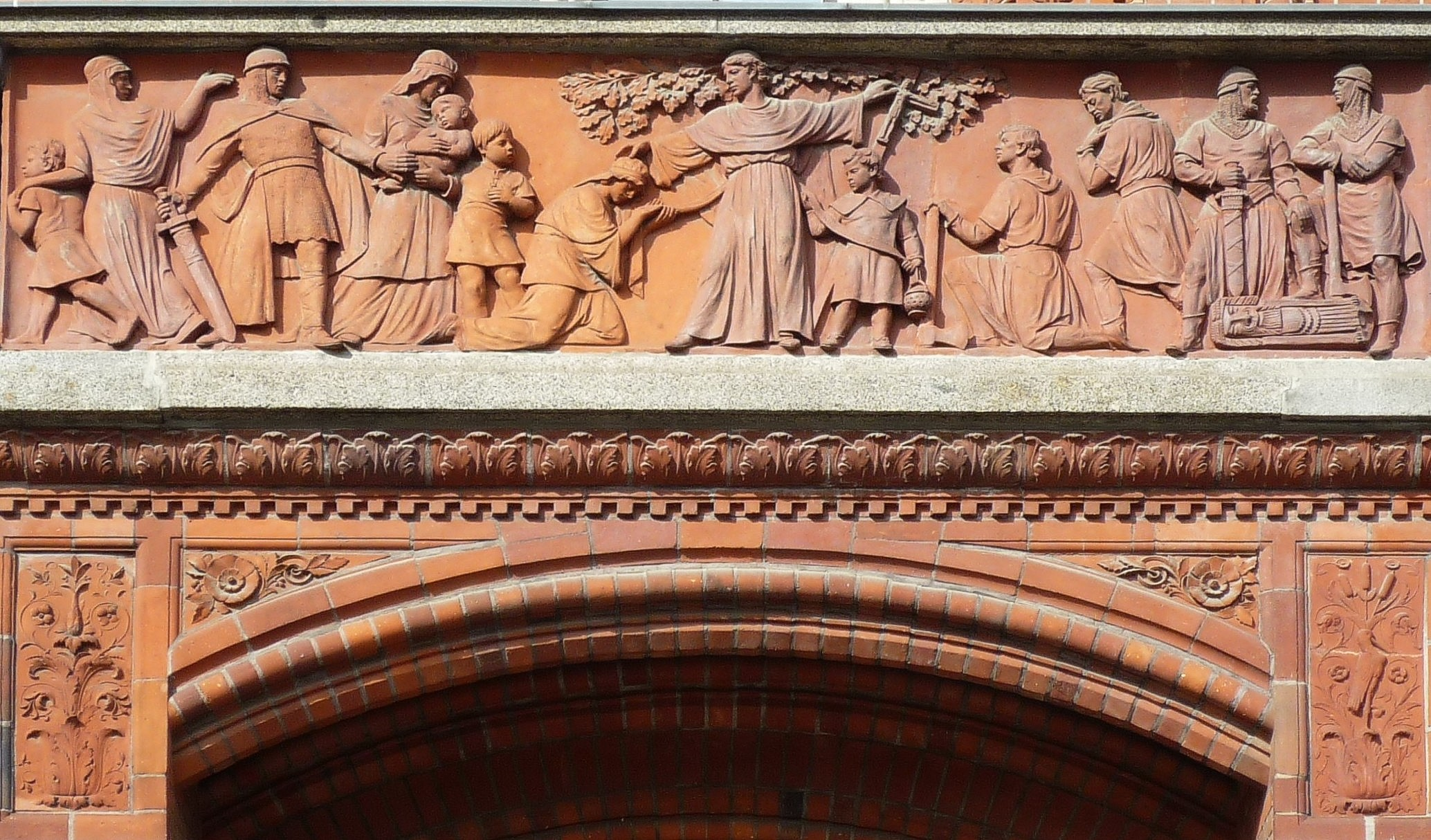
L'évangélisation des Slaves (bas-relief en céramique sur l'hôtel de ville de Berlin).

Les Wendes, nom donné aux Slaves occidentaux par les Allemands, furent alors massacrés, expulsés vers la Pologne ou assimilés par un flot de germanisation. Au XIIe siècle, l'affaiblissement temporaire de la monarchie polonaise permit la création des « marches » (districts militaires frontaliers) du Brandebourg et du Mecklembourg. La christianisation de ces régions fut reprise après les révoltes païennes du XIe siècle et vit la renaissance des évêchés de Brandebourg, Lübeck, Schwerin, tandis que les paysans allemands mettaient en valeur tous les territoires jusqu'à la Neisse de Görlitz, laissant toutefois subsister une population slave, les Sorabes, qui existent toujours autour de Bautzen.
L'Oder fut largement dépassé au nord vers la Poméranie orientale, disputée aux Polonais et germanisée à son tour pendant le XIVe siècle, tandis que, plus au sud, la Silésie et l'Est du royaume de Hongrie, dévastés au XIIIe siècle par les invasions mongoles, furent repeuplés par les colons allemands établis par la couronne de Saint-Étienne comme hôtes (hospites) jouissant de droits particuliers.
La Bohême, en revanche, résista mieux à la poussée germanique. Au XIIIe siècle, le roi Ottokar II de Bohême procéda à une colonisation massive avec des Allemands venus surtout de Bavière et des régions rhénanes. Il les établit comme ouvriers pour exploiter les mines d'argent découvertes à Kutná Hora, où ils furent rejoints par des commerçants et organisèrent des villes comme Eger ou Iglau.
L'entreprise la plus spectaculaire fut la colonisation des pays situés entre la Vistule et le golfe de Finlande, appelées aujourd'hui « Pays baltes » . Ce fut l'œuvre de deux ordres religieux, les chevaliers Porte-Glaive et les chevaliers teutoniques, dans le cadre des croisades baltes. Le premier fut créé spécialement en 1202 pour soutenir les premiers efforts de colonisation-christianisation à l'embouchure de la Dvina où l'archevêque de Brême avait envoyé en 1150 un missionnaire du Holstein nommé Meinhardt. Les progrès furent faibles, mais permirent d'établir en 1180 une ville, Riga, siège d'un évêché et lieu de rencontre des marins et commerçants de la grande association de commerçants de Hambourg et de Lübeck, la Hanse. Peu nombreux (leur effectif initial était de cent vingt), les chevaliers firent appel à de nombreux croisés, soldats attirés d'une part par le pardon des péchés (« indulgences ») et d'autre part par les perspectives d'enrichissement. Avec leur aide, ils construisirent dans la Lettonie actuelle des monastères fortifiés et des cités qui furent les bases de nombreuses campagnes de domination des autochtones d'origine balte (Latgaliens, Lettons) ou fennique (Estoniens et Lives). Les deux ordres fusionnèrent en 1237 et se heurtèrent aux Danois et aux Russes mais établirent finalement leur domination sur l'ensemble du territoire jusqu'au golfe de Finlande. Le pays fut divisé en « seigneuries » avec, à leur tête, un chevalier titulaire de la terre.
Les Chevaliers teutoniques (en allemand Deutscher Orden) avaient été créés en 1190-1191 en Palestine sous le nom de « Frères hospitaliers allemands de Sainte-Marie de Jérusalem ». Cet ordre militaro-religieux quitta la Palestine et fut appelé par le duc polonais Conrad Ier de Mazovie en conflit avec ses voisins du nord, les autochtones baltes (et encore païens), les Prusses ou Borusses, installés entre le Niémen et la Vistule. Un évêque polonais établi à Kulm se plaignait également de ces tribus trop indépendantes. Tous deux firent appel aux Teutoniques, le pape ayant accepté de patronner cette croisade qui s'organisa en 1230 avec des gens venus de tout l’Occident chrétien. Elle fut difficile car les autochtones résistèrent et se soulevèrent contre les envahisseurs.
Le pays ne fut soumis qu'en 1283. Il était gouverné par le grand maître de l'ordre Teutonique, assisté d'un conseil qui administrait vingt bailliages, à la tête desquels se trouvait un chevalier. Les croisés devinrent des paysans établis pour remplacer la population borusse tuée ou en fuite : ils germanisèrent le plat pays. À Marienwerder, forteresse-capitale, se joignirent des villes telles Thorn, Kulm, Elbing, qui entretenaient des relations avec la Hanse. En 1255 enfin fut fondée Königsberg (« mont Royal »), maintenant Kaliningrad, en l'honneur du roi de Bohême qui y avait contribué. Les liens organiques de l'État de l'Ordre (Ordenstaat) avec l'Empire germanique étaient assez flous et, en fait, les Teutoniques jouissaient d'une totale indépendance. Quant aux autres territoires, les empereurs laissèrent aux princes territoriaux du Brandebourg ou de la Saxe le soin de coordonner l'ensemble de l'œuvre coloniale, en accord avec l'Église dont les vastes évêchés de Magdebourg ou de Leipzig conservèrent un rôle longtemps prépondérant. À la fin du XIVe siècle, la première grande vague de colonisation était achevée : les Allemands sortis de leur « foyer d'origine » (Heimat, entre le Rhin et l'Oder) avaient essaimé au nord jusqu'au golfe de Finlande, au sud presque jusqu'à l'Adriatique, à l'est jusqu'au cœur des Carpates roumaines. Le XIVe siècle marqua indiscutablement l'apogée de l'ordre Teutonique et du Drang nach Osten médiéval. Emblème de l'ordre Teutonique, la croix dite « de Malte » grise lisérée de blanc est devenue par la suite l'emblème des armées prussiennes puis allemandes, jusqu'à nos jours.

### Seconde vague en lien avec laRéformeluthérienne
Moins importante, la seconde vague affecta les territoires des Habsbourg, de la Prusse et de la Russie.
La Réforme de Luther toucha les États autrichiens : les Habsbourg réagirent par une violente Contre-Réforme qui provoqua divers mouvements de population. Les anabaptistes du Tyrol trouvèrent refuge en Moravie, avant de partir pour l'Amérique du Nord. Les luthériens furent nombreux (on parle de 100 000) à s'enfuir vers les villes d'Allemagne, de Suisse, de Suède et dans les provinces baltes suédoises (Lettonie et Estonie, prises à la Pologne). Les victoires des Habsbourg contre l'Empire ottoman entraîna d'autres exodes (d'orthodoxes serbes ou roumains, cette fois).
Après la reconquête de la Hongrie ottomane après le siège de Vienne en 1683 et au XVIIIe siècle, l'empereur Charles VI voulut augmenter la population de la Hongrie en y établissant des Allemands qui apportèrent leurs techniques agricoles plus développées. On assista alors à la recolonisation des comitats de Fejer et de Tolna (Hongrie centrale) avec des paysans de Franconie, de Souabe et de Rhénanie. Au sud de l’Alföld (plaine de la Tisza) et dans la région voisine de la Bačka (Batschka en allemand, Bacs en hongrois) Vienne envoya des marchands et des artisans allemands et encore 15 000 paysans de Rhénanie, de Souabe et de Franconie, que l'on appela « Souabes » (en allemand Schwaben, en hongrois Svábók, en roumain Şvabi). Après la conquête du Banat en 1718, l'impératrice Marie-Thérèse d'Autriche, soucieuse de progrès agricoles, établit sur les domaines royaux de Hongrie environ 45 000 colons, venant notamment de Bavière.

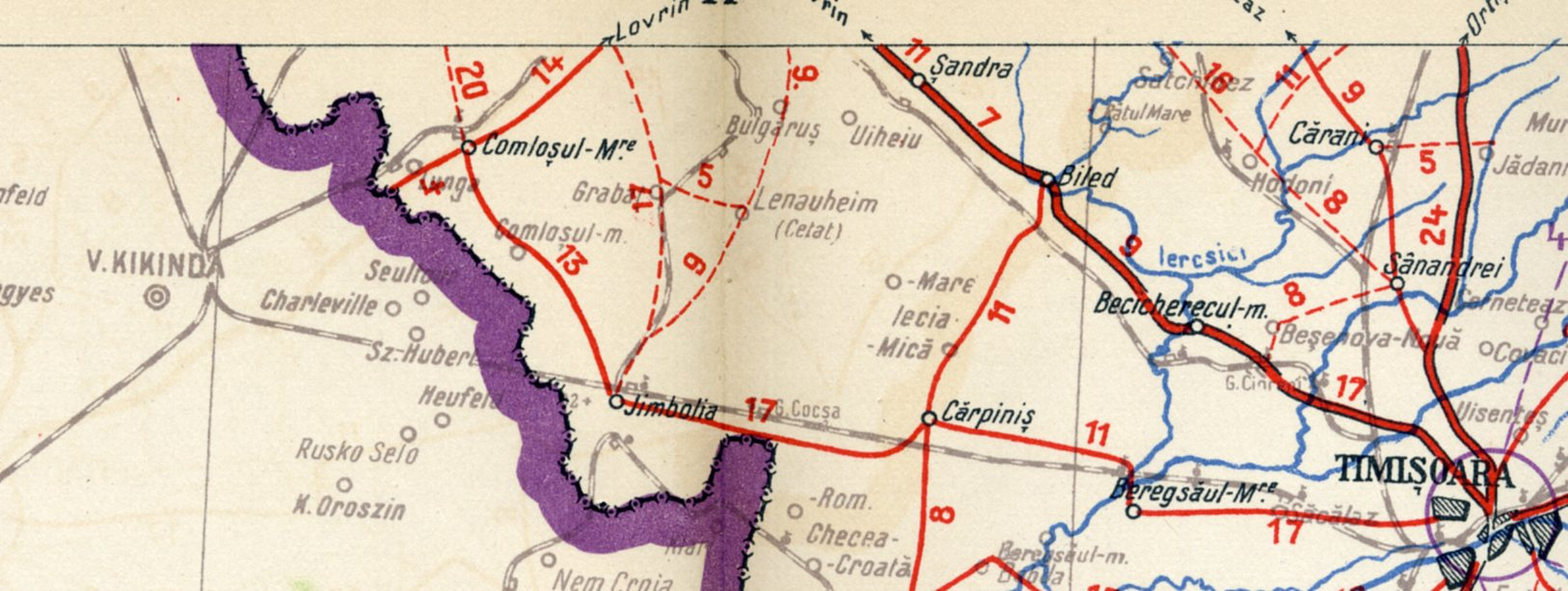
Les villages lorrains du Banat, près de Velika Kikinda, en Serbie.

À la fin du XIXe siècle, une dernière vague de colons vignerons s'installa sur des terres libres d'obligation du Banat : ils venaient de Rhénanie, de la Lorraine allemande et du Palatinat. On désigna comme « Lorrains » ces nouveaux venus dans la future Vojvodine. Quelques-uns étaient des Lorrains francophones. De cette ultime vague, il restait en 1931 quelques noms lorrains du côté serbe de la frontière serbo-roumaine, sur la commune de Velika Kikinda : Charleville, Saint-Hubert et Seultour).
À ces colonisations organisées par les autorités, il faut aussi ajouter les colons individuels à la recherche de meilleures terres : on estime que de 105 000 à 200 000 Allemands se fixèrent dans l'empire d'Autriche entre 1740 et 1780. Joseph II, de son côté, confirma par une patente les privilèges des 13 000 colons allemands établis en Galicie et en Bucovine. Pendant la période des Guerres napoléoniennes, les droits de tous les colons allemands furent précisés et leur établissement confirmé.
En Prusse, la Réforme eut des conséquences surprenantes. Le grand maître de l'Ordre des Chevaliers, Albert de Brandebourg, adhéra à la doctrine luthérienne en 1525 et sécularisa l'État dont il devint le duc, sous l'autorité du roi de Prusse. Les chevaliers se transformèrent en seigneurs féodaux – les Junkers – et firent exploiter leurs terres par des serfs transformés en paysans personnellement libres à partir de 1807. Cette situation dura jusqu'à 1914. Dans l'intervalle, les souverains de Prusse furent obligés d'entreprendre des opérations de colonisation à cause des guerres, de la peste de 1709 et de leurs acquis territoriaux à la suite des partages successifs de la Pologne. Pour le seul XVIIIe siècle, on estime à 300 000 le nombre de colons venus d'Allemagne et installés dans le royaume.
Les régions de la Baltique connurent une évolution semblable. Le Grand Maître de l'Ordre de Livonie (dépendant des Teutoniques) passa également à la Réforme et s'appropria la région : en 1551, le dernier archevêque de Riga vendit sa cathédrale au Conseil de la ville pour dix-huit mille marks. Les paysans, majoritairement baltes, devinrent officiellement protestants, tout comme les marins, artisans, commerçants qui, presque tous, parlaient allemand. Les guerres du XVIe siècle – en particulier celle de Livonie (1558-1561) – provoquèrent des pertes sévères parmi les chevaliers qui furent remplacés grâce à un recrutement peu exigeant. Une bulle papale déclarait à cette occasion que « tout bagnard pouvait être relevé de son excommunication en entrant dans l'Ordre ; ceux qui s'étaient rendus coupables de viol, d'incendie volontaire ou d'usure pouvaient être admis comme chevaliers-moines ». Il n'est pas étonnant que l'Ordre soit entré en décadence et que la noblesse des « barons baltes » se soit mise au service du pouvoir séculier, qui fut suédois jusqu'en 1710, puis russe jusqu'en 1917.

### Expansion vers le sud-est en lien avec lesHabsbourg
À côté de ce mouvement, il ne faut pas oublier la poussée allemande vers le sud, en Autriche tout d'abord. Cette fois encore, il faut remonter à Charlemagne pour en trouver les origines. Maître de la Bavière, le roi des Francs entreprit une série de campagnes contre le peuple des Avars (nomades d'Asie centrale établis sur le moyen-Danube) qu'il vainquit, libérant ainsi les pays slaves (principauté du Balaton) dont il fit ses vassaux (marches pannoniennes). Il étendit son empire jusqu'au Danube dans la Hongrie actuelle. Mais, après 895, ses successeurs durent évacuer la région lors de l'installation des Magyars, qui soumirent et assimilèrent les groupes de Slovènes, Chrobates, Slovaques, Ruthènes et Valaques nomadisant alors dans le bassin du moyen-Danube, et formèrent ainsi le peuple Hongrois. Le roi Géza se convertit au christianisme en 973.
Face aux Hongrois, l'empereur germanique Othon Ier établit une nouvelle "marche" dont les Babenberg devinrent les marquis (Markgraf) jusqu'au XIIIe siècle. Ils firent appel à des familles bavaroises pour la coloniser, tandis que l'Église, par les évêques de Salzbourg, Freising et Passau, y accaparait de vastes domaines et créait de grands monastères comme Melk et Saint-Polten. En 996, on vit pour la première fois apparaître le nom de Ostarrichi, dont la forme latinisée de Austria qui donna notre actuelle Autriche. En 1002, une forteresse fut construite près des ruines de l'ancienne cité romaine de Vindobona : elle allait devenir Vienne.
À partir de là, toute la marche fut germanisée avec des colons venus de Bavière et des régions rhénanes, alors que les Babenberg défrichaient et germanisaient la région par la création de couvents importants comme Heiligen Kreuz et par le développement de villes-foyers de la culture allemande telles Salzbourg, Linz, Innsbruck, Graz. Elle s'étendit aux marches voisines de Carinthie (Kärnten en allemand, Karnska en slovène) et de Carniole (Krain en allemand, Krajina en slovène) où la germanisation se limita à des villes comme Laybach (Ljubljana), tandis que les Slovènes, aujourd'hui indépendants, en constituaient la population rurale. Le Tyrol, en revanche, resta divisé en comtés jusqu'au XIIIe siècle. En 1246, la dynastie des Babenberg s'éteignit et les Habsbourg (dirigés par Rodolphe Ier de Habsbourg, premier empereur de la famille), originaires de l'Argovie en Suisse, devinrent (à la suite d'une bataille victorieuse contre Ottokar II de Bohême) les possesseurs de ce grand ensemble qu'ils agrandirent et conservèrent jusqu'en 1918. Empereurs du Saint-Empire, ils étaient couronnés à Rome d'abord, puis à Aix-la-Chapelle et réunissaient sous leur autorité l'essentiel des populations allemandes d'Europe.
À la fin du XIIe et au XIIIe siècle, une nouvelle colonisation eut lieu à l'appel du roi de Hongrie, en tant que suzerain des voïvodes de Transylvanie : il s'agissait de défendre la frontière des Carpates et de repeupler une région dévastée par la grande invasion tatare de 1224. Ils vinrent, dans leur grande majorité, de Rhénanie, d'Alsace, du Luxembourg, de Flandre et de Saxe. Par simplification, ils furent appelés « Saxons » (en allemand Sachsen, en hongrois Szászók, en roumain Saşi). Ils s'établirent dans les régions de Karlsburg (Alba Julia), Hermannstadt (Sibiu), Kronstadt (Brașov), Nösen (Bistriţa). Le roi magyar André II leur accorda un statut (l’Andreanum) qui donnait à ces Allemands le monopole de certains métiers (notamment miniers), leur organisation en sept sièges (sedes, d'où le nom allemand de la Transylvanie : Siebenbürgen = sept sièges) et le droit d'élire un comte et des administrateurs en contrepartie d'obligations militaires dans l'armée royale hongroise. Ils étaient assez nombreux pour constituer, à côté des Magyars et des Sicules, la troisième « nation » politiquement reconnue en Transylvanie (les Slaves et les Valaques, populations soumises, n'en faisaient pas partie et étaient réduits au servage).
On dénomme aussi « Drang nach Osten » la politique des empires centraux dans les Balkans et dans l'Empire ottoman au XIXe siècle et au début du XXe siècle, qui se traduisit non par une colonisation démographique, mais par :
- une expansion territoriale (Bosnie-Herzégovine occupée par l'Autriche-Hongrie en 1878 et annexée en 1908, Sandjak de Novipazar occupé de 1878 à 1908);
- une présence commerciale, culturelle, militaire et industrielle en Bulgarie et en Turquie (investissements, fouilles archéologiques telles celles de Schliemann, modernisation des armées bulgares et ottomanes avec formation des officiers et fourniture d'armes, construction du chemin de fer d'Üsküdar à Bagdad);
- un soutien apporté aux populations musulmanes des Balkans (Bosniaques, Albanais) dans le but de contrer le panslavisme vecteur de l'influence russe sur les populations notamment serbes, et d'empêcher la Serbie d'atteindre l'Adriatique (but atteint par la création en 1913 d'une Albanie indépendante grâce à l'action unificatrice de l'envoyé austro-hongrois Franz Nopcsa)[9].

Cette politique est à mettre en relation avec la volonté austro-allemande de créer une Mitteleuropa sous leur contrôle. Ainsi, en 1903, l'éviction des Obrenović en Serbie constitue un échec, et incite les Austro-Hongrois à renforcer leur tutelle sur le Sandjak de Novipazar. Cette voie de passage serpente le long de la vallée du Vardar, fleuve peu navigable, mais vallée qui débouche dans la plaine de Salonique et dans laquelle une ligne de chemin de fer est possible, terminus du Drang Nach Osten autrichien. En 1913, à l'issue la Seconde Guerre balkanique, le passage est définitivement bouché par le royaume de Serbie et le royaume du Monténégro qui contrôlent la vallée du Vardar.

### Réaction russe

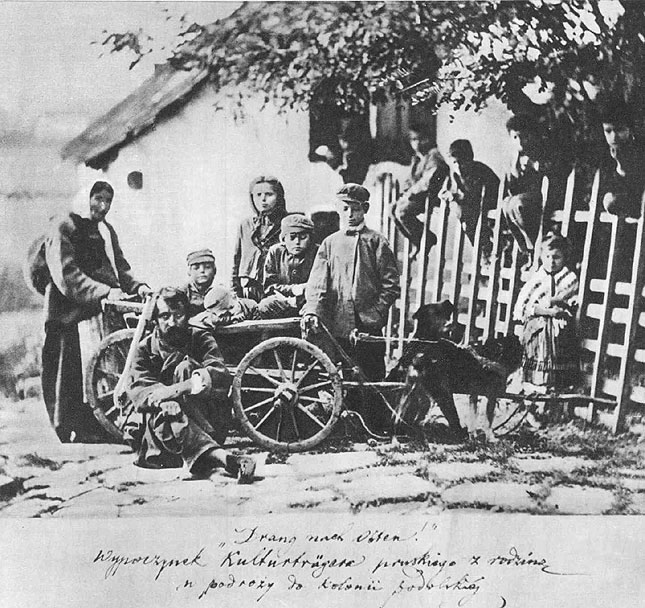
Colons allemands se reposant sur leur chemin vers Kamianets-Podilskyï (aujourd'hui en Ukraine).
Photo prise dans la seconde moitié du XIX.

Tout au long de son histoire depuis le XIIe siècle, les principautés russes puis l'empire russe s'efforcent de contrer la poussée germanique vers l'est. Alexandre Nevski en demeure le symbole, qui alla jusqu'à soumettre les principautés russes au rude joug mongol afin de l'arrêter (bataille sur la glace gagnée grâce à la cavalerie mongole, 1242). Maintenir un statu quo conservateur en Europe centrale, voire créer un glacis protecteur sur son flanc ouest qui est vulnérable aux attaques (steppe pontique), est une constante de la politique extérieure et militaire russe.
Une autre façon de lutter contre les poussées vers l'est consiste, à partir de Pierre le Grand, à la fin du XVIIe siècle, à inviter des occidentaux, dont des Allemands, pour bénéficier de leurs compétences et éventuellement les assimiler. Ainsi l’impératrice Catherine II (qui était d'origine allemande) fit par un manifeste, en 1763, appel à ses compatriotes pour mettre en valeur les territoires de la Nouvelle Russie et de la basse-Volga pratiquement dépeuplés depuis que les Tatars vaincus en avaient été chassés. Dans les anciens ports de la Hanse, Lübeck et Danzig, des émigrants s’embarquèrent, venant du Palatinat, de la Hesse-Cassel, de la Souabe, de l'Alsace, pour débarquer à Saint-Pétersbourg et de là, gagner les nouvelles terres conquises sur l’Empire ottoman ou sur les khâns tatars. À la fin du XVIIIe siècle, 30 000 d'entre eux avaient survécu à la faim, aux maladies et aux attaques des Tcherkesses ou des Kirghizes de la région. Alexandre Ier consolida cette œuvre en appelant des Würtembourgeois, qu'il établit le long de la mer Noire et en Bessarabie, tandis que la conquête du Caucase amenait le tsar à créer des villages de colons allemands jusqu'en Géorgie, constituant dans le cas des villes un quartier entier, comme à Tbilissi. Dans la seconde moitié du XIXe siècle, le développement industriel de la Russie amena de nombreux artisans et ouvriers d'origine allemande à s'y fixer : on en comptait 150 000 au recensement de 1897.

### «Drang nach Osten» nationaliste et romantique auXIXesiècle
Au XIXe siècle, dans un contexte de montée du nationalisme romantique en Europe, le « Drang nach Osten » démographique, politique et religieux des germanophones du Moyen Âge vers l'Est, dans les territoires peuplés de Slaves, est mis à contribution par les nationalistes allemands pour revendiquer un statut de « civilisateurs » face à des Slaves présentés comme « incapables de s'organiser par eux-mêmes sous une forme étatique » ; l'historien Johann Friedrich Reitemeier, auteur d'une Histoire des États prussiens publiée entre 1801 et 1805, est le premier représentant de ce courant dans l'historiographie allemande. Ces thèses sont enrichies dans les années suivantes par Hegel en 1817 (il fournit d'ailleurs un fondement philosophique à la mission germanique dans l'Est de l'Europe), puis par Karl Adolf Menzel, en 1818.
Basée sur le postulat du lien intrinsèque entre peuple et État, un peuple sans État étant un peuple sans histoire, Hegel fait des Slaves des « peuples sans État » donc « sans histoire ». Dans les années 1880, Lagarde, puis Weber développent la thèse du « danger Slave » qui pèserait sur le Reich, l'un en mettant en avant des raisons politiques, l'autre avec des arguments démographiques. De plus, le royaume de Prusse luthérien, compte, à la suite des partages de la Pologne, une minorité polonaise catholique (12 % de la population en 1871) jouissant jusqu'en 1850 d'une large autonomie administrative dans le Grand-Duché de Posnanie. Cette autonomie est remise en cause par la constitution de 1850, et cette politique antipolonaise est confirmée en 1867 puis en 1871. À partir des années 1880, le Reich tente de mener une politique de germanisation systématique de la Posnanie, aux résultats mitigés.
À partir de la seconde moitié du XIXe siècle, les intellectuels pangermanistes développent un fort sentiment antipolonais. Cette « polonophobie », alliée à l’idée de l’infériorité des Slaves, participe au développement d'un sentiment de supériorité germanique, confortant l’idée d'une « mission civilisatrice des Allemands dans l’Est de l’Europe » et s’oppose au nationalisme romantique des Slaves et plus particulièrement à celui des Polonais qui aspirent à reconstituer leur État, détruit au XVIIIe siècle par les partages de la Pologne. L'idée de la reprise de la colonisation germanique médiévale se répand, sous l'influence de Friedrich List et de Paul de Lagarde, dans les contextes nationaux spécifiques à la Bohême et à la Posnanie. Ainsi, Paul de Lagarde, d'abord en 1853, puis dans les années 1880, assigne aux Allemands, à la fois pour tarir le flux de l’émigration allemande vers l’Amérique et pour constituer un ensemble allemand homogène en Europe centrale (du Luxembourg à la mer Noire) des buts coloniaux en Europe orientale et méridionale, dans un premier temps vers les territoires polonais (qu'ils soient sous souveraineté prussienne, autrichienne ou russe), vers la Bohême et la Slovaquie, vers la Hongrie ou vers l'Istrie, puis en 1886, vers des territoires en Russie d'Europe.
Le mythe pangermaniste sert aussi aux panslavistes russes ou serbes pour dénoncer la politique active du Reich et de son allié autrichien.

### Instrumentalisation du «Drang nach Osten» auXXesiècle
Après la Première Guerre mondiale, la Russie soviétique fut obligée de reconnaître en 1920 l’indépendance de la Finlande, des pays baltes d’Estonie, de Lettonie et de Lituanie, et de la Pologne. Les nouveaux États décrétèrent des réformes agraires, si bien que les grands propriétaires Junkers cherchèrent refuge en Allemagne ; s’ajoutèrent à eux de nombreux intellectuels, commerçants et artisans germanophones : au total plus de 400 000 personnes (germano-baltes). Des régions russes de la Volga et de la mer Noire, de nombreux colons partirent également, par suite de la collectivisation des terres. De 750 000 en 1914, ils étaient seulement 450 000 pour constituer en 1924 la République socialiste soviétique des Allemands de la Volga.
En Allemagne, le Parti nazi, influencé par les idées d'Alfred Rosenberg et des aristocrates germano-baltes réfugiés, développe son programme expansionniste en Europe de l'Est, « pour en finir avec la menace slave sur les Allemands ». Dans son ouvrage Mein Kampf, synthétisant les multiples influences de l'extrême droite allemande du début du XXe siècle (l'antisémitisme de Rosenberg, fortement influencé par les fameux « protocoles de Sion » apocryphes, la géopolitique de Haushofer et le projet de colonisation européenne de Walter Darré), Adolf Hitler entend renouer avec la tradition géopolitique du Drang nach Osten historique, nécessaire à la constitution de l'espace vital : la conquête de celui-ci est en effet, aux yeux de Hitler, un élément de « vitalité raciale » des Allemands : « Aussi, nous autres nationaux-socialistes, biffons-nous délibérément l'orientation de la politique extérieure d'avant guerre. Nous commençons là où l'on avait fini il y a six cents ans. Nous arrêtons l'éternelle marche des Germains vers le sud et vers l'ouest de l'Europe, et nous jetons nos regards sur l'Est ».

### Coup d'arrêt et reflux
Le pacte Hitler-Staline et la défaite de l’Allemagne nazie dans la Seconde Guerre mondiale portèrent à la séculaire Ostkolonisation un coup d’arrêt.
D’abord, le pacte Hitler-Staline d’août 1939 se traduisit par un reflux vers l'ouest (Zurück nach Westen) : le « rapatriement » forcé d’environ 850 000 Volksdeutsche (« Allemands de souche ») vivant dans les territoires attribués à l’URSS. Quelque 130 000 Allemands des trois pays Baltes, 170 000 de Pologne orientale, 96 000 de la Bucovine et 93 000 de la Bessarabie roumaines furent ainsi « rapatriés », ayant perdu tous leurs biens. Ils furent parqués dans le Wartheland arraché par le Reich à la Pologne, dans les fermes confisquées aux Polonais expulsés.
Après que Hitler eut brisé son traité avec Staline en juin 1941, 350 000 Allemands de la mer Noire furent encore rapatriés d’Ukraine et de Crimée, et 60 000 du bassin du Kouban. Comme pour ceux rapatriés en 1939, la politique nazie consista à les établir dans le Wartheland, où ils se retrouvèrent en première ligne lors de l’offensive soviétique de 1944-1945. Beaucoup s’enfuirent, peu survécurent.
Le résultat historique de la politique agressive de l’Allemagne nazie et de sa recherche d’un « espace vital » (Lebensraum) à l’Est, est l'expulsion définitive, à l’issue de la guerre, de la grande majorité des populations germanophones à l’est de la ligne Oder-Neisse. Seuls y échappent une petite partie des Allemands des Carpates et les trois quarts de ceux de Roumanie (Souabes du Banat et Saxons de Transylvanie). Quant aux Allemands de la mer Noire et de la Volga, ils sont déportés en Sibérie et au Kazakhstan par les autorités soviétiques au moment de l’attaque allemande contre l’URSS.
La capitulation nazie de 1945 et les accords de Potsdam prévoyaient d'importants déplacements de population. La cession à la Pologne de la moitié de la Prusse-Orientale, de la Poméranie orientale, du Brandebourg oriental et de la Silésie s’est traduite par l’expulsion de 10 500 000 habitants allemands de ces provinces colonisées depuis le XIIe siècle. La Tchécoslovaquie reconstituée expulsa, de son côté, les Allemands des Sudètes (les Allemands du pourtour de la Bohême) évalués à 1 900 000. Le gouvernement yougoslave de Tito chassa les quelque 400 000 Allemands dont les ancêtres avaient colonisé autrefois la Slovénie et la Voïvodine. La Hongrie communiste expulsa la moitié de sa population allemande (évaluée à 500 000 individus en 1941). En Roumanie, les Soviétiques, en 1946, déportèrent le quart des Saxons de Transylvanie et des Souabes du Banat dans les mines de charbon du Donbass : les rares survivants furent rapatriés en Roumanie en 1952.

## Héritage
Si au total, 14 000 000 d'individus, héritiers de l’Ostkolonisation, durent émigrer vers les trois États germanophones (dont 80% en Allemagne de l’Ouest, 15% en Allemagne de l’Est et 5% en Autriche), 800 000 Allemands purent rester en Pologne, Tchécoslovaquie, Hongrie et Roumanie (notamment en Transylvanie avec ses 360 000 Saxons). Leurs situations furent diverses, mais difficiles durant les années de dictature stalinienne ; néanmoins, du fait de la nationalité du fondateur du communisme, ils représentèrent dans le Bloc de l'Est une culture reconnue, mise en lien avec l’Allemagne de l’Est et l'ancienne Prusse, perpétuant ses traditions, s’exprimant par des parlers de type germanique, disposant d'écoles, théâtres, livres et journaux en allemand, cultivant des traditions vinicoles et culinaires, des chansons aussi et une musique spécifique. La plupart des villes d’Europe centrale et de l’Est où les Volksdeutsche ont vécu gardent une empreinte germanique toujours visible sur les plans architectural et urbanistique. C’est après l’ouverture du Rideau de fer que ces derniers Volksdeutsche émigrèrent à leur tour, pour la plupart vers l’Allemagne réunifiée et pour des raisons économiques. Les rares qui restent ne sont pas pour autant invisibles, comme en témoigne le président roumain Klaus Iohannis.